# Orchidantha insularis
Orchidantha insularis är en enhjärtbladig växtart som beskrevs av Te Lin Wu. Orchidantha insularis ingår i släktet Orchidantha och familjen Lowiaceae.
Artens utbredningsområde är Hainan (Kina). Inga underarter finns listade.